# Krokettenmotie
De krokettenmotie is een motie van Jan Peter Balkenende die op 25 november 1993 door hem werd ingediend in de gemeenteraad van Amstelveen en later navolging kreeg.
In de motie werd gepleit voor de bepaling dat de gemeenteraadsleden recht hebben op een kroket als de raadsvergadering tot na 23.00 uur duurt. De motie werd aangenomen en is nog steeds van kracht. Balkenende diende de motie in omdat hij zich verveelde. Het was bedoeld als grap, maar doordat de andere partijen ermee instemden, werd de motie aangenomen. In 2002 werd ook een krokettenmotie aangenomen in Zwolle. Er werd bepaald dat een kroket of een gelijkwaardige snack zou worden geserveerd aan de raadsleden als een raadsvergadering zou voortduren tot na 22.00 uur. Ook eventuele vegetarische snacks werden in de nieuw ingevoerde regel vermeld.
In de gemeenteraad van Tynaarlo ontstond onenigheid na een motie die de kroket zou vervangen door fruit en noten.